# Toshihiro Yoshimura
Toshihiro Yoshimura (吉村 寿洋?, Yoshimura Toshihiro; Prefettura di Shizuoka, 28 giugno 1971) è un ex calciatore giapponese, di ruolo difensore.